# Córrego da Areia
O córrego da Areia é um curso de água do estado de Minas Gerais. É um afluente da margem esquerda do rio Paraíba do Sul.
Apresenta 21 km de extensão e drena uma área de 140 km². Sua nascente situa-se a uma altitude de 940 metros, entre os municípios de Chiador e Mar de Espanha. Sua foz no rio Paraíba do Sul situa-se no município de Chiador. Serve de limite entre os municípios de Mar de Espanha e Chiador no trecho que vai de sua nascente ao ponto em que recebe o córrego Cachoeirinha.